# キプンジ
キプンジ (Rungwecebus kipunji) は、哺乳綱霊長目オナガザル科キプンジ属に分類される霊長類。本種のみでキプンジ属を構成する。

## 分布
タンザニア中南部(Ndundulu)および南西部(Rungwe-Livingstone)
模式標本（写真）の産地（基準産地・タイプ産地・模式産地）はRungwe-Livingstone。属名Rungwecebusは主な生息地であり、模式産地でもあるルングウェ山(Mt. Rungwe)に由来する。

## 形態
頭胴長（体長）オス85 - 90センチメートル。体重オス10 - 16キログラムと推定されている。体長よりも尾長の方が長い。頭頂部の体毛が顕著に逆立ち伸長する。背面は灰褐色や明灰褐色。腹面中央部や、尾の半分より先端は灰色や黄みをおびた白。
瞼は黒く、顔の体色との境目は不明瞭。前肢や後肢は黒い。

## 分類
2003年にルングウェ山周辺の聞き取り調査で、現地でKipunjiと呼称される未知の霊長類と思われる情報が得られ、同年に写真撮影に成功した。2004年にUdzungwa山のNdunduluでも写真撮影に成功し、2005年にシロエリマンガベイ属Lophocebusの新種として記載された。
罠にかかった亜成獣の死骸が得られ、形態の差異・半地表棲であること・ミトコンドリアDNAの12S rRNAやCOI・COII遺伝子などの分子系統解析からシロエリマンガベイ属ではなくヒヒ属の姉妹群という解析結果が得られたことから、2006年に本種のみでキプンジ属を構成する説が提唱された。

## 生態
Ndunduluでは標高1,300 - 1,750メートル、Rungwe-Livingstoneでは標高1,750 - 2,450メートルに生息する。主に樹上棲だが、元々は地表棲で狩猟圧により樹上で活動するようになった可能性が示唆されている。30 - 36頭の群れを形成して生活すると推定されている。行動圏は0.24 - 0.99平方キロメートルと推定されている。
植物の葉、鞘、花、果実などを食べる。捕食者としてカンムリクマタカが挙げられ、ヒョウにも捕食されている可能性がある。

## 人間との関係
ジャガイモやトウモロコシ・マメ類などを食害する害獣とみなされることもある。
分布域が非常に限定的で断片化しており、森林伐採や木炭採取・農地開発による生息地の破壊、狩猟、害獣としての駆除などにより生息数は減少している。Ndunduluでは、大部分に本種は分布していないとする報告例もある。生息地の一部は自然保護区に指定されているが、管理は十分ではない。1977年に、霊長目単位でワシントン附属書IIに掲載されている。